# Christa Kleinhans
Christa Kleinhans (* 22. Juli 1937 in Dortmund) ist eine ehemalige deutsche Fußball- und Handballspielerin; sie zählt zu den Pionierinnen des Frauenfußballs in Deutschland.

## Karriere

### Vereine
Kleinhans, im Dortmunder Stadtteil Marten geboren und im Stadtteil Hörde, im Schatten des Stahlwerks Hermannshütte, aufgewachsen, war als einziges Mädchen unter Jungs bereits als Straßenfußballerin aktiv. Zu dieser Zeit war der Gedanke, als Fußballspielerin eine Karriere zu starten, nicht präsent.
Das Wunder von Bern weckte in ihr 1954 den Wunsch doch Fußballspielen zu wollen, zumal sich – und vor allem im Ruhrgebiet – Damenfußballvereine gegründet hatten. Sie schloss sich 1956 Grün-Weiß Dortmund an und wurde umgehend vom ein Jahr zuvor gegründeten Dortmunder Sportclub „Fortuna 55“ abgeworben. Mit ihrer Grundschnelligkeit aus der Leichtathletik und „einem Drang zum Tor“, wie sich ihre damalige Mitspielerin Anne Droste erinnerte, wurde sie als Rechtsaußen und mit der Trikotnummer “7” eingesetzt. Ihr letztes Spiel für den Dortmunder Sportclub „Fortuna 55“ bestritt sie am 30. August 1965 auf dem Schwerter Sportplatz „Am Schützenhof“, Spielstätte des VfL Schwerte beim 5:3-Sieg über die Niederländische Nationalmannschaft – nach dem Abschiedsspiel löste sich der Verein mangels Nachwuchs auf.

### Nationalmannschaft
Am 16. März 1957 debütierte sie als Nationalspielerin im Münchener Dante-Stadion vor 14.000 Zuschauern beim 4:2-Sieg im zweiten Länderspiel „Westdeutschland gegen Westholland“ – das erste, „Deutschland gegen Holland“, hatte am 23. September 1956 in Essen stattgefunden und endete mit dem 2:1-Sieg Deutschlands – und erzielte sogleich zwei Tore. Bis zum Ende ihrer Spielerkarriere im Jahr 1965 bestritt sie etwa 150 Länderspiele, die – während des seit dem 30. Juni 1955 auf dem Verbandstag des DFB beschlossenen Frauenfußballverbots – von der Deutschen Damen-Fußballvereinigung, 1958 vom ehemaligen Trainer von Borussia Neunkirchen, Josef Floritz, gegründet, organisiert wurden.

## Auszeichnung
- 2022: Aufnahme in die Hall of Fame des deutschen Fußballs[5]

## Sonstiges
Vor ihrer Karriere als Fußballspielerin war sie als Leichtathletin für den OSV Hörde aktiv und gewann Anfang der 1950er Jahre mit der 4-mal-100-Meter-Staffel gar die westdeutsche Meisterschaft.
Nach ihrer Spielerkarriere als Fußballerin begann sie eine als Handballerin; sie spielte fortan für UTG Witten, zunächst auf Kreisebene im Regionalverband West, anschließend in der Bundesliga, der ihr Verein von 1975 bis 1980 unter Trainer Klaus Bernsmann angehörte.